# Plamen Iliev
Plamen Iliev (în bulgară Пламен Илиев; n. 30 noiembrie 1991, Botevgrad, Sofia, Bulgaria) este un fotbalist bulgar, care joacă pe post de portar la U Cluj în SuperLiga României. Pe plan internațional, are prezențe la națională pentru Bulgaria Sub-21⁠(d) și Bulgaria.
Iliev și-a petrecut primii ani la clubul natal Balcan Botevgrad, înainte de a se alătura echipei de tineret a lui Vidima-Rakovski în 2006. A debutat în 2009 la vârsta de 17 ani și a devenit rapid titular. În decembrie 2010, Iliev s-a transferat la Levski Sofia pentru o sumă de transfer care nu a fost făcută publică. După patru ani și jumătate la Levski, a semnat cu echipa românească FC Botoșani. În februarie 2017, s-a transferat la Astra Giurgiu unde a jucat timp de doi ani, după care s-a întors în Bulgaria la Ludogoreț Razgrad.
A jucat pentru Bulgaria sub 21 între anii 2010 și 2012, iar din 2012 Iliev joacă pentru naționala mare a Bulgariei.

## Cariera pe echipe

### Vidima-Rakovski
În timpul copilăriei petrecute la Botevgrad, Iliev a început să joace fotbal la echipa Balkan din orașu său natal. S-a alăturat echipei Vidima-Rakovski la vârsta de paisprezece ani cu care a semnat primul său contract de profesist în 2009.
La începutul sezonului 2009-2010, Iliev a fost inclus în echipa mare a lui Vidima de către antrenorul Dimitar Todorov. A debutat ca titular pentru echipa a doua pe 8 august 2009, într-un meci încheiat la egalitate, scor 1-1 împotriva lui Kom-Minyor. În timpul sezonului a devenit prima alegere de portar și a jucat 23 de meciuri, ajutându-și echipa să obțină promovarea în Prima Ligă Profesionistă de Fotbal a Bulgariei. Iliev a fost, de asemenea, prima alegere a echipei din Sevlievo și în prima jumătate a sezonului 2010-2011 și a primit laude pentru performanțele sale.

### Levski Sofia
Pe 17 decembrie 2010, Iliev a fost vândut la Levski Sofia. A debutat pentru Levski împotriva lui Lokomotiv Sofia la 6 martie 2011, cu Iliev reușind să nu ia gol în acea partidă. La 6 aprilie 2012, Iliev a fost numit căpitanul lui Levski, dar a devenit vice-căpitan pentru sezonul 2012-2013, după ce noul antrenor Ilian Iliev a decis să-i acorde banderola căpitanului lui Stanislav Anghelov.
Pe 14 septembrie 2012, Iliev a semnat un nou contract până în 2016.

### Botoșani
La 5 iunie 2015, Iliev s-a transferat pentru prima dată în străinătate,semnând un contract pe trei ani cu echipa românească FC Botoșani.

### Astra Giurgiu
În urma meciurilor bune făcute la Botoșani, Iliev a fost adus de campioana en-titre Astra Giurgiu la 1 februarie 2017.
La debutul pentru Astra Giurgiu, nu a luat niciun gol în meciul cu Politehnicii Iași, însă Astra primise două goluri înainte ca el să intre pe teren. La 3 aprilie, Iliev a scos două penaltiuri în șase minute, într-un meci pierdut acasă 1-2 cu Viitorul Constanța.
După plecarea lui Silviu Lung Jr. la Kayserispor, în vara anului 2017, Iliev a devenit titular la Astra.

### Ludogoreț Razgrad
La 7 ianuarie 2019, Ludogorets Razgrad a confirmat că Iliev a semnat un precontract și urmează să se alăture echipei ca jucător liber de contract în iunie 2019 dacă negocierile dintre Astra și Ludogoreț din luna ianuarie nu s-ar fi încheiat cu un acord de transfer, dar la 12 ianuarie echipele au ajuns la un acord și Iliev s-a alăturat echipei pentru o sumă care nu a fost făcută publică.

### Dinamo București
În septembrie 2021, Iliev a ajuns la un acord cu Dinamo București.

## Cariera la națională
Începând cu anul 2010, Iliev a jucat regulat pentru Bulgaria U21, devenind treptat prima opțiune, luându-i locul în echipă lui Stefano Kuncev. Pe 11 octombrie 2011 a fost eliminat în ultimul minut al victoriei Bulgariei cu 3-2 împotriva Luxemburgului U21, în cadrul unui meci din preliminarile Campionatului European sub 21 de ani, după o altercație cu Tom Laterza. Iliev a fost ulterior suspendat pentru 3 meciuri.
Iliev a fost pentru prima dată convocat la naționala mare a țării sale în 2011 și a debutat la 29 mai 2012, în meci amical pierdut cu 0-2 împotriva Turciei, după ce l-a înlocuit pe Stoyan Kolev în minutul 76. Iliev a jucat pentru prima dată într-un meci oficial pentru Bulgaria în victoria cu 2-1 împotriva Kazahstanului, într-un alt meci amical care a avut loc la 4 iunie 2013, în care el nu a primit gol, însă portarul care l-a înlocuit nu a reușit să mențină poarta intactă.
La 31 august 2017, a parat un penalty executat de Emil Forsberg, precum și șutul pe care l-a dat după ce portarul a respins primul șut în minutul 16 al meciului câștigat cu 3-2 împotriva Suediei.